# Piano di Ayala

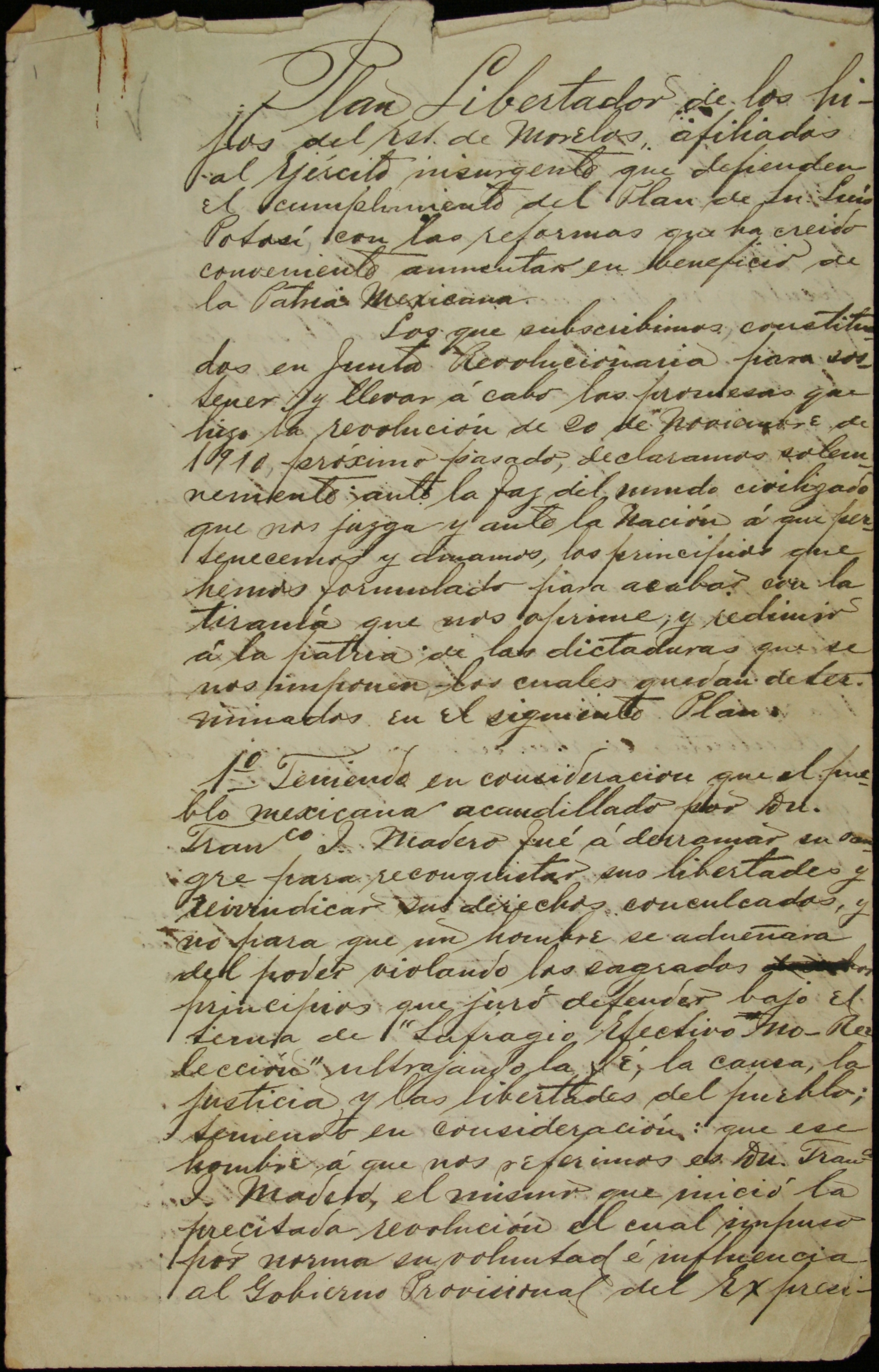
Piano di Ayala (1911), manoscritto di Emiliano Zapata

Il Piano di Ayala (in spagnolo Plan de Ayala), è un proclama politico emanato dal capo rivoluzionario messicano Emiliano Zapata il 25 novembre 1911 durante la rivoluzione messicana. Prende il nome dall'omonima località messicana e con esso Zapata e i suoi sostenitori dichiaravano di misconoscere il governo del presidente Francisco Madero, accusato di tradire la causa dei contadini.

## Il contesto storico
Zapata era stato alleato di Madero contro il regime porfirista ma quando, deposto Díaz, Madero divenne presidente, chiese a Zapata e ai suoi uomini di deporre le armi come precondizione per discutere e affrontare la questione agraria. Zapata, insoddisfatto, tornò nel Morelos e mobilitò nuovamente il suo esercito.

## Il contenuto del Piano
Il Piano di Ayala fu redatto grazie all'aiuto del maestro di scuola (nonché mentore di Zapata) Otilio Montaño Sánchez. Descriveva la visione ideologica di Zapata riassumibile nel grido ¡Tierra, Justicia y Ley! (Terra, Giustizia e Legge!), più tardi mutato nel famoso ¡Tierra y Libertad!.
I punti principali del Piano erano i seguenti:
- Rifiuto di riconoscere Madero come presidente legittimo e richiesta di elezioni libere;
- Nomina di Pascual Orozco quale leader della rivoluzione;
- Esproprio della terra e della sua proprietà dai latifondisti ai contadini e ai cittadini;
- Conferma della natura agraria della rivoluzione.

## L'adesione
Nel proclama gli zapatisti chiamavano la popolazione alle armi per restituire la terra ai contadini, suoi proprietari originari.
Pascual Orozco aderì al Piano di Ayala nel febbraio del 1912. Victoriano Huerta, su ordine del presidente Madero, affrontò le truppe di Orozco per impedire che convergessero verso quelle di Zapata, e riuscì a respingerle. In realtà Orozco aveva obiettivi diversi rispetto a Zapata e non prese mai veramente in considerazione il piano zapatista all'interno del suo programma politico.
Quando Victoriano Huerta prese il potere esecutivo, grazie ad un colpo di Stato e all'assassinio di Madero, nel 1913, Orozco si schierò con lui e Zapata, indignato per la condotta di Orozco, mise mano al Piano di Ayala, esplicitò il disconoscimento di Huerta come presidente e dichiarò Orozco traditore della Rivoluzione.

## Le conseguenze
Il piano accrebbe la stima e il supporto del proletariato e degli strati più poveri della popolazione nei confronti di Zapata e favorì l'afflusso di reclute nell'Esercito di Liberazione del Sud, la milizia zapatista. Zapata si alleò con Venustiano Carranza e Francisco "Pancho" Villa e insieme sottoscrissero i contenuti del Piano di Ayala durante la Convenzione di Aguascalientes. I rivoluzionari riuscirono a sconfiggere e deporre Huerta ma, dopo un breve periodo di pace, i contrasti tra Zapata e Carranza, diventato presidente, portarono gli zapatisti a impugnare nuovamente le armi. Carranza reagì mettendo una taglia sulla testa di Zapata, e riuscendo a farlo assassinare il 10 aprile 1919.